# Radonice u Prahy
Radonice (deutsch Radonitz) ist eine Gemeinde in Tschechien. Sie liegt 15 Kilometer nordöstlich des Stadtzentrums von Prag an dessen Stadtgrenze und gehört zum Okres Praha-východ.

## Geographie
Radonice befindet sich auf der Böhmischen Tafel im Quellgebiet des Radonický potok. Südlich verläuft die Schnellstraße 10/E 65.
Nachbarorte sind Jenštejn im Norden, Ostrv und Zápy im Nordosten, Svémyslice und Dehtáry im Osten, Zeleneč im Südosten, Horní Počernice im Süden, Satalice im Südwesten, Vinoř im Westen sowie Přezletice im Nordwesten.

## Geschichte

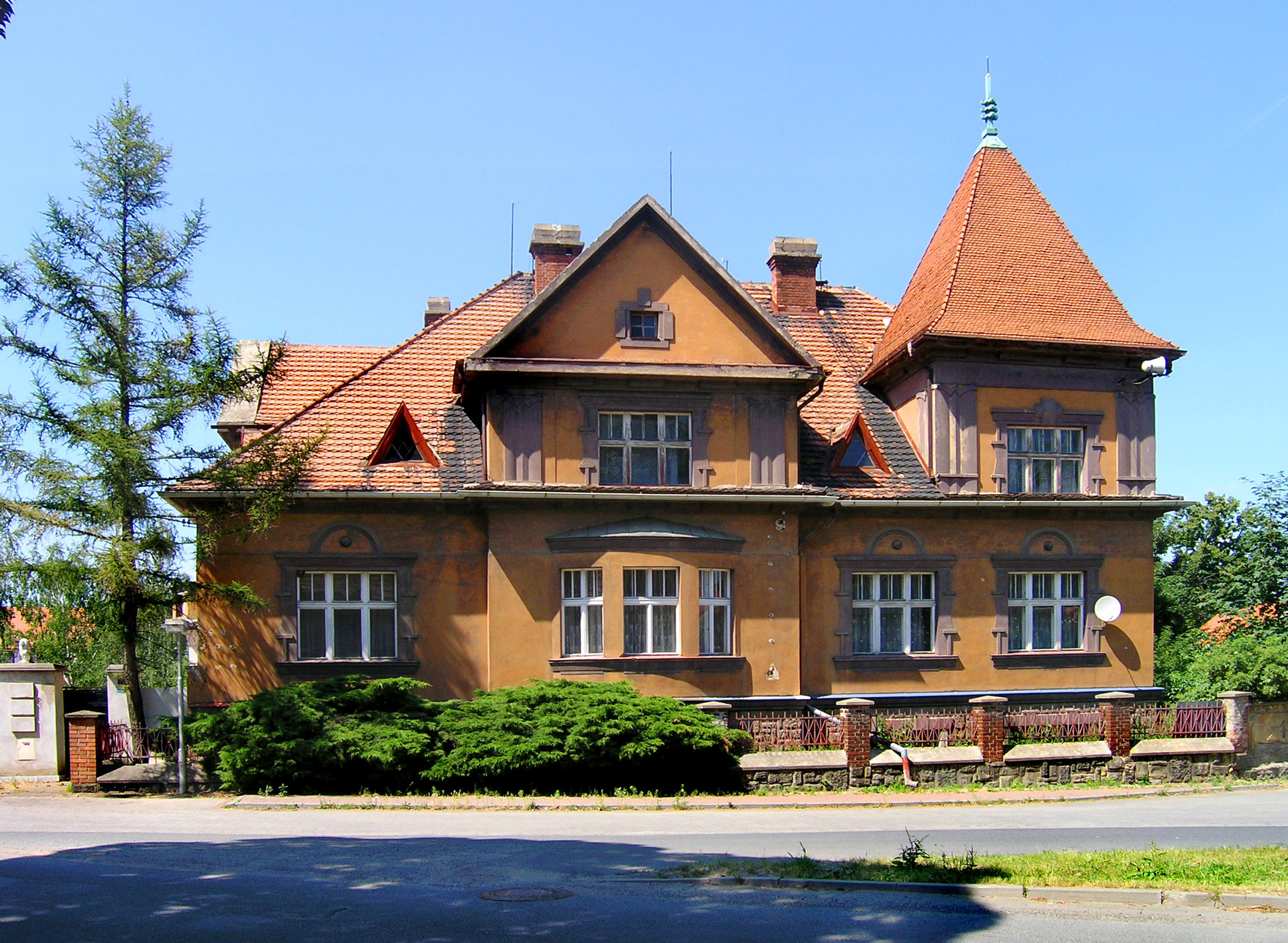
Eine Villa im Ort

Die erste schriftliche Erwähnung des Dorfes erfolgte im Jahre 1397.
Nach der Aufhebung der Patrimonialherrschaften entstand 1850 die zum Bezirk Karlín gehörige Gemeinde Radonice. Im 19. Jahrhundert entstand die Ziegelei von Josef Stáry, die 1912 stillgelegt wurde. Westlich des Dorfes betrieb František Novák einen Sandsteinbruch. 1870 bestand sie Gemeinde aus 56 Häusern und hatte 424 Einwohner. 1910 erreichte Radonice mit 778 Einwohnern die höchste Bevölkerungszahl seiner Geschichte. Ab 1928 gehört die Gemeinde zum Bezirk Praha-venkov und ab 1946 zum Okres Praha-sever. Seit 1961 gehört sie zum Okres Praha-východ. 1974 lehnte der örtliche Nationalausschuss (MNV) die zusammen mit Vinoř, Horní Počernice, Satalice vorgesehene Eingemeinde von Radonice nach Prag ab.

## Gemeindegliederung
Für die Gemeinde Radonice sind keine Ortsteile ausgewiesen.

## Sehenswürdigkeiten
- Kapelle